# Tappeto dell'incoronazione
Il tappeto dell'incoronazione è un tappeto persiano di proprietà della famiglia reale danese. È conservato al castello di Rosenborg a Copenaghen. Secondo le collezioni reali danesi, il tappeto è stato realizzato a Isfahan nel XVII secolo. La dimensione è 3,65 metri x 5,12 metri. Come suggerisce il nome, è il tappeto su cui venivano incoronati i re danesi.
Il tappeto è realizzato in pile di seta e fili d'oro e d'argento.
Il tappeto dell'incoronazione viene mostrato al pubblico solo una volta all'anno, durante la Pasqua, insieme a un piccolo gruppo di tappeti in ciniglia.